# Protesterna i Azerbajdzjan 2011
Protesterna i Azerbajdzjan 2011 var en serie civila demonstrationer i syfte att framkalla politiska reformer och eftergifter från både regeringen i Azerbajdzjan och den medborgerliga regeringen i huvudstaden Baku. Demonstranter har krävt frigivande av politiska fångar, åtal mot de ansvariga för de oppositionsaktivister som dog efter protesterna mot valet 2008 och inledning av demokratiska och socioekonomiska reformer. Oppositionen har spelat en viktig roll i att organisera och leda demonstrationer. Den har också efterlyst nyval och krav på regeringens avgång.

Regeringen har beviljat flera eftergifter till de protesterande, bland annat har de gått med på oppositionens krav på en undersökning dödsfall i protesterna 2008 och släppt flera fängslade oppositionsmedlemmar. Den azerbajdzjanska riksåklagaren Zakir Qaralov har lovat att undertrycka protester, jämföra dem med incidenter i andra länder, men säger att regeringen inte kommer att tillåta att det fortsätter.

### Fotnoter
1. ↑  ”Polisen i arrest mot regeringsfientliga Azerbajdzjan demonstranter”. http://www.nytimes.com/2011/03/13/world/asia/13azerbaijan.html. Läst 2 juni 2011.
2. ↑  ”Arabiska Spring knackar på Azerbajdzjans dörr”. http://english.aljazeera.net/indepth/opinion/2011/04/2011411112810697612.html. Läst 2 juni 2011.
3. ↑  ”Minst 200 gripna i Azerbajdzjan”. http://latimesblogs.latimes.com/babylonbeyond/2011/04/azerbaijan-more-than-200-anti-government-protesters-are-arrested.html. Läst 2 juni 2011.
4. ↑  ”Polisen omintetgöra Azerbajdzjan demokrati rally”. http://www.thedailystar.net/newDesign/news-details.php?nid=182109. Läst 2 juni 2011.
5. ↑  ”Azerbajdzjanska ungdomar strejkvakter framför PFPA ordförande Ali Karimlis hem”. Arkiverad från originalet den 24 september 2012. https://web.archive.org/web/20120924184511/http://en.trend.az/news/politics/1860493.html. Läst 2 juni 2011.
6. ↑  ”Azerbajdzjan uppmanas att sluta inriktning fredliga demonstranter”. Arkiverad från originalet den 19 april 2011. https://web.archive.org/web/20110419000148/http://www.amnesty.org/en/news-and-updates/azerbaijan-stop-targeting-peaceful-protesters-2011-04-15. Läst 2 juni 2011.